# Offenau
Offenau er en by i den tyske delstat Baden-Württemberg, som ligger i kreisen Heilbronn. Offenau har 2.715 indbyggere (2006).